# Litefoot

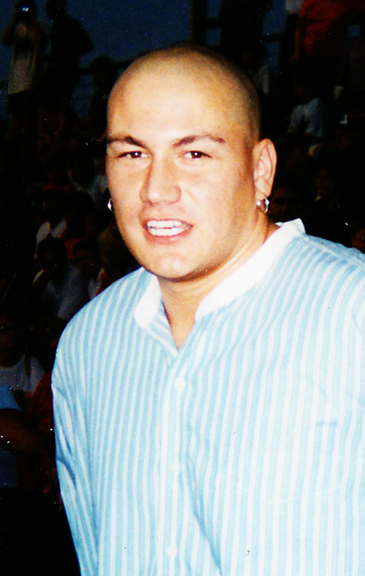
Litefoot

Gary Paul Davis (nacido el 1 de marzo de 1969), más conocido por su nombre artístico  LiteFoot, es un rapero y actor estadounidense. Conocido por ser el fundador del sello discográfico Red Vinyl Records. LiteFoot nació en tierras altas, de California. Se crio en Tulsa, Oklahoma, y es una mezcla de Cherokee y Chichimeca. Ha vivido en Seattle, Washington desde 1997.
LiteFoot, es conocido por ser el primer nativo estadounidense en realizar música rap, llamando a su estilo de hip hop y funk tribal. El término fue un invento de LiteFoot, creado para describir el tipo de música que era una mezcla híbrida de hip-hop desde el Medio Oeste y la Costa Oeste con alguna influencia de Dirty South. Las primeras grabaciones de LiteFoot fueron una búsqueda para encontrar una mezcla de hip-hop y su cultura materna. LiteFoot, junto con Dallas, productor de Texas, Willie Fressh (también conocido como "Big Will"), inventaron el Funk tribal basada en los orígenes tribales de los nativos estadounidenses junto con los afroestadounidenses en los EE. UU. y la idea de que eran tan numerosos paralelismos entre la vida callejera y la vida indígena.
LiteFoot también ha aparecido en películas de Hollywood, como El indio en el armario (1995), Mortal Kombat: Aniquilación (1997), Kull, el conquistador (1997), y Adaptation (2002), y varias películas independientes, incluyendo 29 Palms (2002), Canción de Hiawatha (1997) como el papel titular, y The Pearl (2000). Él también ha aparecido en los programas de televisión: CSI: Miami, Family Law, y Any Day Now.
LiteFoot produce y organiza su propia distribución de hip hop a nivel nacional y R & B de radio llamado Radio de alcance Rez , que debutó en 2005. El programa se puede encontrar en www.reachtherezradio.com y se transmite semanalmente a través de una voz indígena de redes de satélite. LiteFoot produce prendas de vestir varias líneas de la más conocida es la marca ", nativo del estilo."
LiteFoot gasta anualmente meses de su tiempo trabajando en diversas reservas de los Estados Unidos y Canadá. Su música más reciente y la gira fue el "Alcance El Tour Rez". Este proyecto anual fue de un año, 54.000 millas y 211 eventos en todo Estados Unidos. El Alcance El Tour Rez, volverá a comenzar en la primavera de 2007. LiteFoot ha publicado diez discos en los últimos doce años. El nuevo CD de LiteFoot, implacable persecución , fue lanzado a finales de 2008.

## Soundtracks
- 1992 - "The Money" E.P.
- 1994 - Seein' Red
- 1995 - The Indian in the Cupboard
- 1996 - Good Day To Die
- 1997 - Mortal Kombat Aniquilación
- 1998 - The Clown Kutz
- 1998 - The Life & Times
- 1999 - Red Ryders Vol. 2
- 1999 - Rez Affiliated
- 1999 - The Lite Years 1989–1999 - The Best of Mr. Foot
- 2001 - Tribal Boogie
- 2002 - The Messenger
- 2003 - Native American Me
- 2004 - Redvolution
- 2008 - Relentless Pursuit